# أندري (لاعب كرة قدم)
أندري هو لاعب كرة قدم برازيلي في مركز الوسط، ولد في 18 مارس 1996 في دورادوس في البرازيل. لعب مع Ipatinga Futebol Clube ‏.